# Kamimuria kelantonica
Kamimuria kelantonica är en bäcksländeart som beskrevs av František Klapálek 1912. Kamimuria kelantonica ingår i släktet Kamimuria och familjen jättebäcksländor. Inga underarter finns listade i Catalogue of Life.